# Kölpinsee (Uznam)
Kölpinsee – jezioro na wyspie Uznam o powierzchni około 28 hektarów.
Jezioro ma około 1 km długości i 350 metrów szerokości. Jest oddalone od Morza Bałtyckiego tylko 200 metrów i oddzielone od niego niewysoką wydmą i wałem ochronnym. Istnieje droga prowadząca wokół jeziora. 

## Hydronimia
Nazwa jeziora ma pochodzenie słowiańskie, od połabskiego *kolp „łabędź”.